# Camp Slope
Die Camp Slope ist ein konkav geformter Eishang in 3650 m Höhe auf der Westseite des Mount Erebus auf der antarktischen Ross-Insel. Er liegt inmitten eines Einbruchs am Rand des Hauptkraters.
Der Ort ist ein beliebter Lagerplatz von Mannschaften, die den Mount Erebus besteigen. Im oberen Hangabschnitt befindet sich eine kleine Schutzhütte. Die Benennung erfolgte im Jahr 2000 durch das Advisory Committee on Antarctic Names.